# علي الشلاه
الشاعر الدكتور علي حسن الشلاه.
- ولد في بابل / الحلة في 10/2/1965، وهو النجل الثاني للسيد فاضل الشلاه الأعرجي أحد ثقاة الصدر الأول في الحلة الذي اعتقل عدة مرات خصوصاً بعد وفود البيعة وتوفي في المدينة المنورة بعد مغادرته العراق مع الحجيج عام 1980م واعتقلت السلطات أخاه السيد ناصر الشلاه بدلاً عنه..
- بكالوريوس كلية الآداب / جامعة بغداد 1987
- غادر العراق عام 1991 بعيد الانتفاضة الشعبانية ضد الدكتاتورية وعاد إليه عام 2003م
- ماجستير في الأدب العربي / جامعة اليرموك/الأردن (أسئلة المأساة/ كربلاء في الشعر العربي الحديث)
- دكتوراة دولة كلية الفلسفة والتاريخ / جامعة برن السويسرية (القصيدة النسوية العربية الحديثة)
- رأس وأدار عدة مؤسسات ثقافية عراقية وعربية ودولية
- رئيس رابطة القلم الدولية فرع العراق
- مؤسس ومديرعام  المركز الثقافي العربي السويسري / غاليري الأرض منذ عام 1997
- رئيس مجلس أمناء شبكة الاعلام العراقي

## مؤلفاته
شاعر وأكاديمي وناقد اصدر الكتب التالية
1. ليت المعري كان اعمى  1992
2. التوقيعات 1994
3. شرائع معلقة 1994
4. العباءات والأضرحة 1996
5. البابلي علي ط 2004 بغداد و ط  2006 القاهرة.
6. غروب بابلي  2004 بالعربية والألمانية والفرنسية والإسبانية والصربية.

- ترجمت بعض نصوصه إلى عدد كبير من اللغات العالمية بينها الألمانية والإنجليزية والفرنسية والإسبانية واليوغسلافية والفارسية والكردية والصينية.
- مؤسس مهرجان المتـنبي الشعري العالمي باللغات العربية والألمانية والفرنسية والإيطالية والإنجليزية وغيرها وأقام عشرة  دورات منه حتى الآن
- مؤسس مؤسسة بلاد النهرين الثقافية / غاليري بغداد التي افتتحت في بغداد منتصف عام 2003 ودار بابل للثقافات والفنون والإعلام عام 2010 في الحلة.
- ناشر منشورات بابل وأصدر أكثر من خمسين كتاباً لمثقفين عراقيين.

## عضوايته
1. عضو اتحاد الأدباء والكتاب العرب
2. عضو اتحاد الأدباء العراقيين
3. عضو نقابة الصحفيين العراقيين
4. عضو اتحاد الصحفيين العرب
5. عضو المنظمة الصحفية الدولية
6. عضو اتحاد الكتاب السويسريين
7. عضو برلمان الأجانب / سويسرا / زيورخ .

- شارك في عدد كبير من المهرجانات والمؤتمرات العربية والدولية  وله علاقات واسعة في المشهد الثقافي والإعلامي العربي والعالمي.
- حائز على عدة جوائز وميداليات ثقافية عربية واجنبية آخرها من مهرجان أصيلة عام 2003 وجائزة الإبداع من مؤسسة باشراحيل الثقافية.
- كاتب في الشؤون العربية لعدد من  الصحف والمجلات والقنوات السويسرية والعربية.
- كتب عن تجربته عدد كبير من المبدعين العرب بينهم الشاعر الكبير عبد الوهاب البياتي والناقد د. محسن الموسوي والناقد محمد مبارك (ناقد) والشاعر شوقي بزيغ والناقد أنجلا شادر وعدد كبيرمن الأكاديميين العرب والاوربيين .
- انتخب نائباً مستقلاً عن محافظة بابل / العراق في انتخابات 2010 وكان تسلسله الثالث على المحافظة.
- رئيس لجنة الثقافة والاعلام في مجلس النواب العراقي منذ عام 2010